# S’Iza
S’Iza, polgári nevén Széles Izabella (Lima, Peru, 1986. augusztus 14. –) magyar énekesnő. 2005-ben vált ismertté, mint a Megasztár 3 egyik döntőse.

## Élete
Széles Izabella Peruban született, Isabel Sijuas Rode néven. Másfél évesen árvaházba került. Innen fogadta örökbe hároméves korában Széles Adolf, volt limai magyar nagykövet, mivel feleségével nem lehetett saját gyermekük. Szüleivel négyéves korában visszaköltözött Magyarországra. Szentendrén telepedtek le, és itt kezdett el általános és zeneiskolába járni. A zeneiskolában először csellózni, majd zongorázni tanult.
Nyolcéves korában szüleivel ismét Dél-Amerikába kellett költözniük, ezúttal Chilébe. Sajnált itt hagyni mindent, de tudta, nagy kaland vár rá. Chilében abba kellett hagynia a csellózást, mivel nem volt megfelelő tanár, ezért csak a zongorázást folytatta.
Családjával két év múlva tértek vissza Magyarországra. Izabella újra elkezdett csellózni, a zongorázást pedig abbahagyta.
Később Izabella apja meghalt. P. Tóth Béla tiszteletes hatására jelentkezett a Szentendrei Református Gimnáziumba, ahová felvételt nyert. Egyik barátnőjével jelentkezett az iskola „Ki mit tud?” versenyére, ahol Alicia Keys „Fallin” című számát adták elő. A zsűri megszavazta nekik az első helyet, és az iskola közönségdíját is megnyerték. A szentendrei majálison is énekelt, ahonnan szintén pozitív visszajelzéseket kapott. A sikerek hatására Izabella eldöntötte, hogy komolyan foglalkozik az énekléssel, ezért jelentkezett a TV2 akkor induló tehetségkutató műsorába, a Megasztárba.
Izabella a Megasztár előtt felvételt nyert a Zsigmond Király Főiskolára, kommunikáció szakra, de ő először kipróbálta magát mint énekesnő. Végül bejutott a döntőbe, a legjobb 12 énekes közé.
A Megasztárban figyelt fel rá Neményi Ádám, aki elindította Izabella zenei karrierjét.
2016-ban jelentkezett az RTL Klubon futó Keresem a családom című műsorba, amelyen keresztül sikeresen felkutatta a Peruban élő sohasem ismert elveszett családtagjait. 30 év után végre találkozhatott nővérével,Jessicával, nagymamájával, nagynénjével és édesanyjával. A forgatás során kiderült, hogy Izának még két másik féltestvére is van, egyikőjükkel később sikerült felvennie kapcsolatot. Perui családjával ma az internet segítségével tartja a kapcsolatot.

## Zenei karrier
Izabellát 2008-ban felkérték a 9 és ½ randi című romantikus film főcímdalának feléneklésére, a dal címe Senki más. A dal és a hozzá készült klip sikeres lett. A VIVA slágerlistáján az 5. helyet érte el debütáló kislemeze. A dalnak angol nyelvű változata is készült, címe: Matters of the heart. A mozifilmben pedig egy kisebb szerepet is kapott, ő volt a táncoktató táncpartnere.
Nem sokkal később Izabellát felkérte egy duettre Popper Péter, a "Végtelen" című számához, melynek videóklipjében az éneklés mellett csellóval is kísérte Popper Pétert. Az énekesnő ekkor egyszerre két klippel szerepelt a VIVA Chart-on, a Végtelen a 14. helyig jutott el.
2008-ban felénekelte az M1-en indult gyermekvetélkedő, a „Fel a cipővel” című műsor főcímdalát, majd még ez év októberében felkérték, hogy énekelje el a High School Musical 3. – Végzősök című film egyik betétdalának magyar változatát. Izabella duettpartnerének a Barátok köztből ismert Dósa Mátyást választották, és a dal az Itt és most címet kapta.
2010-ben a Rádió 1 felkérte az adó állomásazonosítójának éneklésére. Azóta is ő az adó énekhangja.
Izabella menedzsmentjét 2018-ig az Avision Entertainment látta el, amely többek között Sheyla Bonnick, a Boney M. énekesnője és Brad vee Johnson, jazz/blues zongorista fellépéseit is szervezi.
Izabella 2015 óta a S’Iza művésznevet használja.
2020-ban újra a Rádió 1 énekes szignálhangja lett. 
2022-ben egy új rap, hip-hop és r'n'b rádió, a Base FM egyik műsorvezetője lett. 

## Diszkográfia

### Albumok
- Megasztár - Ki lesz 2006 hangja?
- Megasztár karácsony 2006

### Videóklipek

#### Közreműködés
- 2008 - Végtelen feat. Popper Péter
- 2008 - Fiesta All Star - Nem késő még

#### Főcímdalok
- 2008 - Senki más[6]/Matters of the heart (9 és ½ randi)
- 2008 - Itt és Most feat. Dósa Mátyás (High School Musical 3. – Végzősök)

#### Slágerlistás dalok
| Év                        | Dal       | Legmagasabb helyezés | Legmagasabb helyezés   | Legmagasabb helyezés | Legmagasabb helyezés | Legmagasabb helyezés         | Legmagasabb helyezés | Album        |
| Év                        | Dal       | VIVA Chart           | Mahasz Editors’ Choice | Mahasz Rádiós Top 40 | Mahasz Dance Top 40  | MAHASZ Single (track) Top 10 | EURO 200             | Album        |
| ------------------------- | --------- | -------------------- | ---------------------- | -------------------- | -------------------- | ---------------------------- | -------------------- | ------------ |
| 2008                      | Senki más | 5                    |                        |                      |                      |                              |                      | 9 és ½ randi |
| Közreműködés kislemezeken |           |                      |                        |                      |                      |                              |                      |              |

| Év                  | Kislemez                                 | Legmagasabb helyezés | Legmagasabb helyezés   | Legmagasabb helyezés | Legmagasabb helyezés | Legmagasabb helyezés         | Legmagasabb helyezés | Album                |
| Év                  | Kislemez                                 | VIVA Chart           | Mahasz Editors’ Choice | Mahasz Rádiós Top 40 | Mahasz Dance Top 40  | MAHASZ Single (track) Top 10 | EURO 200             | Album                |
| ------------------- | ---------------------------------------- | -------------------- | ---------------------- | -------------------- | -------------------- | ---------------------------- | -------------------- | -------------------- |
| 2008                | Végtelen (Popper Péter feat. Széles Iza) | 15                   |                        |                      |                      |                              |                      | Dalok gyertyafénynél |
|                     |                                          | Összesítés           |                        |                      |                      |                              |                      |                      |
| 1. helyezett számok |                                          |                      |                        |                      |                      |                              |                      |                      |
| Top 10-be bekerült  | Top 10-be bekerült                       | 1                    |                        |                      |                      |                              |                      |                      |
| Top 40-be bekerült  | Top 40-be bekerült                       | 2                    |                        |                      |                      |                              |                      |                      |

## Színészi karrier
- 9 és ½ randi
- Made in Hungária

### Televízióban
- Megasztár - TV2
- Fel a cipővel - M1
- Popdaráló - TV2
- Keresem a családom- RTL Klub

## Díjai
- 2008 - VIVA Comet - Legjobb új előadó (jelölt)